# Dascha Polanco
Dascha Polanco, née le 3 décembre 1982 à Saint-Domingue en République dominicaine, est une actrice dominicano-américaine.
Elle se fait connaître du grand public pour son rôle de Dayanara « Daya » Diaz dans la série Orange Is the New Black.

## Biographie

### Jeunesse et formation
Elle naît en République dominicaine d'un père mécanicien, Ruben Dario Polanco, et une mère esthéticienne, Janet Polanco,. Elle est l’aînée de trois enfants, elle a un frère et une sœur. Elle déménage aux États-Unis à quelques mois. Elle a grandi à Brooklyn (New York) et à Miami. Elle obtient la nationalité américaine à l'âge de six ans.
Elle décroche un baccalauréat en psychologie à la Hunter College de New York avant de se lancer dans le secteur médical.

### Carrière

#### Débuts etOITNB(2011-2018)

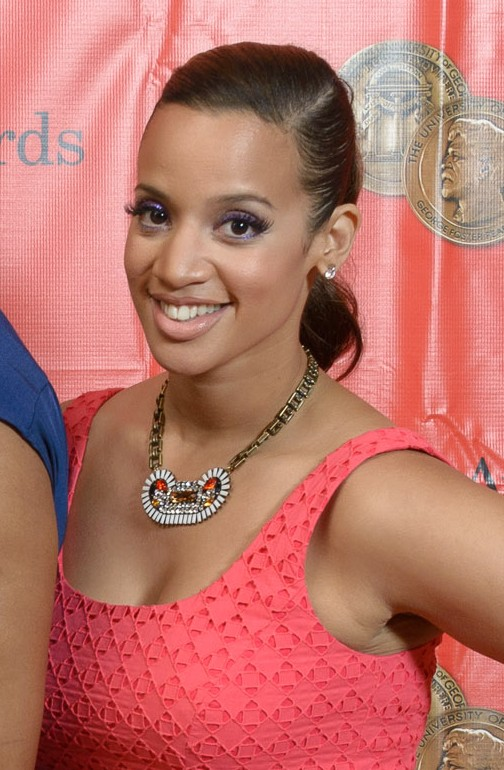
Lors de la 73e cérémonie des Peabody Awards, en 2014, pour la série primée Orange Is the New Black.

Son fiancé de l'époque lui paie des cours de théâtre et elle est repérée par un agent.
Après quelques apparitions mineures dans des séries télévisées comme Unforgettable et NYC 22, elle travaille dans un hôpital, en tant qu’administratrice, et fréquente une école d'infirmière lorsqu'elle se voit proposer le rôle de Daya Diaz pour la série télévisée Orange Is the New Black.
Il s'agit de l'une  des deux premières séries produites par Netflix avec House of Cards, elle rencontre un succès important, elle est l'une des séries les plus plébiscitées par le public et la critique de ces dernières années. Elle a, par exemple, remporté des prix lors de la cérémonie des Screen Actors Guild Awards et lors des Emmy Awards (l'équivalent des Oscars pour la télévision). La série est considérée comme un show peu conventionnel qui libère les clichés sur les femmes et l'univers carcéral.

En 2014, aux côtés de sa partenaire Selenis Leyva, elles remportent un prix d'honneur lors de la cérémonie des ALMA Awards. Une  cérémonie de récompenses attribuées aux personnalités latino dans le domaine du cinéma, de la télévision, de la musique et du design et qui promeut des représentations positives des Latinos dans le domaine du divertissement. Les sponsors de la cérémonie déclareront, au sujet des actrices : 

« Elles mettent en valeur le travail multiculturel de nombreuses actrices latino-américaines talentueuses, dont les rôles ont brisé les barrières. »

Le succès de la série lui permet de se faire connaître auprès du grand public. Sa fille, Dasany Kristal Gonzalez, joue d'ailleurs la version jeune de son personnage dans la cinquième saison.
En août 2015, elle rejoint la NFL et fait partie de la campagne d'habilement de la nouvelle saison en tant que représentante des Giants de New York. La même année, elle joue la meilleure amie de Jennifer Lawrence dans le film Joy de David O. Russell.
En 2016, alors qu'elle remporte, pour la seconde fois avec ses partenaires de jeu, l'Actor de la meilleure distribution pour une série télévisée comique lors de la 22e cérémonie des Screen Actors Guild Awards, elle joue dans la comédie The Perfect Match, une comédie de Bille Woodruff avec Terrence J, Cassie et Paula Patton.
En 2018, fan de fitness, elle fait nue, la une de la couverture de Women's Health et revendique ses formes. Ce magazine n'ayant pas pour habitude de faire poser une star qui dépasse la taille 40. L'actrice se porte parole, à ce sujet, auprès des médias, en se révoltant contre certaines marques qui refusent d'habiller les grandes tailles,. La même année, elle joue le rôle récurrent d'une détective dans la deuxième partie de la saison 2 d'American Crime Story qui se concentre sur l'assassinat du couturier Gianni Versace en 1997,.

#### Rôles réguliers et cinéma (2019-)

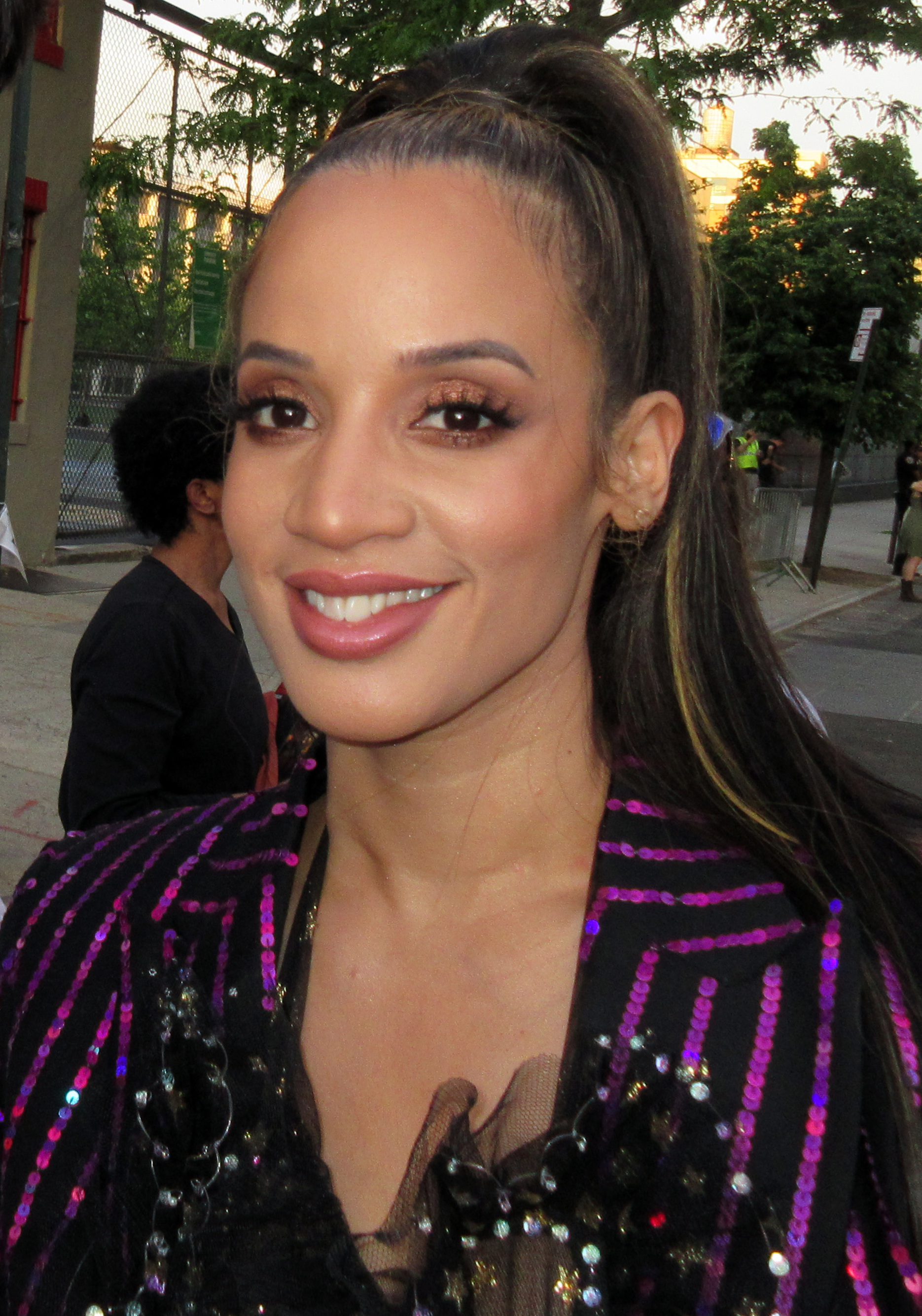
En mai 2019, à New York.

En 2019, Orange Is the New Black s'arrête à l'issue de la septième saison et l'actrice s'engage aussitôt, pour faire une apparition en tant que guest star, dans la comédie noire Poupée Russe, une série portée, produite et créée par Natasha Lyonne, l'une de ses partenaires d'OITNB,. Elle apparaît également dans une autre série plébiscitée de Netflix, Dans leur regard qui revient sur l’affaire de la joggeuse de Central Park.
Elle tient aussi l'un des premiers rôles de la comédie iGilbert d'Adrian Martinez et joue dans In the Heights de Jon Chu, une adaptation de la comédie musicale de Lin-Manuel Miranda primée aux Tony Awards.

### Vie privée
Elle a deux enfants. Une fille née prématurément, Dasany Kristal Gonzales, dont elle accouche à 18 ans. Sa mère décède peu de temps après et elle tombe dans une dépression. Elle est dans l'incapacité de s'occuper de sa fille dont la garde lui est retirée. Elle finit par la récupérer après s'être repris en main et avoir consulté un psychiatre,. Deux ans plus tard, elle met au monde un petit garçon, Aryam.
Elle est passionnée d'écriture, dans le domaine de la télévision et du cinéma.
En 2015, elle est arrêtée pour agression sur mineur. Les accusations ont toutefois été retirées après l'enquête de police qui détermine alors qu'il s'agit d'un complot d'extorsion commis par un de ses voisins.

## Filmographie

### Cinéma
- 2013 : Gimme Shelter de Ron Krauss : Carmel
- 2014 : The Cobbler de Tom McCarthy : Marcy
- 2015 : Joy de David O. Russell : Jackie
- 2016 : The Perfect Match de Bille Woodruff : Pressy
- 2017 : Mutafukaz de Shōjirō Nishimi et Guillaume « Run » Renard : Luna (animation - voix originale)
- 2019 : The Irishman de Martin Scorsese : Infirmière
- 2019 : Spilt Milk (court métrage) de Cierra Glaude : Ximema
- 2021 : D'où l'on vient (In the Heights) de Jon Chu : Cuca
- 2022 : Le Samaritain (Samaritan) de Julius Avery : Tiffany Cleary
- 2024 : Péril sur l'avion présidentiel (Air Force One Down) de James Bamford : Vice-Présidente Hansen
- Prochainement : iGilbert d'Adrian Martinez : Jana

### Télévision

#### Séries télévisées
- 2011 : Unforgettable : Estella (saison 1, épisode 10)
- 2012 : NYC 22 : une fan (saison 1, épisode 2)
- 2013-2019 : Orange Is the New Black : Dayanara « Daya » Diaz (89 épisodes)
- 2018 : American Crime Story: The Assassination of Gianni Versace : Detective Lori (saison 2, 3 épisodes)
- 2019 : Poupée Russe : Beatrice (saison 1, 4 épisodes)
- 2019 : Dans leur Regard : Elena (mini-série, 2 épisodes)
- 2019 : Evil : Patti Hitchens (saison 1, épisode 3)
- 2023 : Poker Face

## Distinctions
Sauf indication contraire ou complémentaire, les informations mentionnées dans cette section proviennent de la base de données IMDb.

### Récompenses
- ALMA Awards 2014 : Special Achievement in Television pour Orange Is the New Black, prix partagé avec Selenis Leyva
- 21e cérémonie des Screen Actors Guild Awards 2015 : meilleure distribution pour une série télévisée comique dans Orange Is the New Black
- 22e cérémonie des Screen Actors Guild Awards 2016 : meilleure distribution pour une série télévisée comique dans Orange Is the New Black
- 23e cérémonie des Screen Actors Guild Awards 2017 : meilleure distribution pour une série télévisée comique dans Orange Is the New Black
- Indie Grits 2020 : Mention spéciale pour Spilt Milk

### Nominations
- Gold Derby Awards 2018 : meilleure distribution de l'année pour American Crime Story
- 24e cérémonie des Screen Actors Guild Awards 2018 : meilleure distribution pour une série télévisée comique dans Orange Is the New Black